# Patellapis sidula
Patellapis sidula är en biart som först beskrevs av Cockerell 1937.  Patellapis sidula ingår i släktet Patellapis och familjen vägbin. Inga underarter finns listade i Catalogue of Life.